# Transferpassagier
Een transferpassagier is een passagier die een tussenstop maakt bij zijn reis met als doel van vervoermiddel te veranderen. Het kan zijn dat de passagier een overstap maakt van twee voertuigen van hetzelfde type, zo zijn er op vliegvelden veel overstappende passagiers van het ene naar het andere vliegtuig. Het kan ook dat de passagier wisselt van type voertuig, zo bestaan er transferia waar passagiers bijvoorbeeld van de auto overstappen naar het openbaar vervoer.